# HD 219077 b
HD 219077 b – planeta pozasłoneczna typu masywny Super-Jowisz o minimalnej szacowanej masie rzędu 10,4 mas Jowisza, krążąca wokół gwiazdy HD 219077 położonej w gwiazdozbiorze Tukana. Średnia odległość tego obiektu od gwiazdy macierzystej wynosi 6,2 au, a czas obiegu wynosi około 5500 dni (ponad 15 lat).
Dla HD 219077 b bardzo charakterystyczna jest duża ekscentryczność jej orbity, rzędu 0,77, co oznacza, że ta egzoplaneta oddala się od swojej gwiazdy dziennej nawet do 11 au. Dziś jest to jedna z trzech znanych nam planet pozasłonecznych o największej ekscentryczności orbity.
Odkrycia HD 219077 b dokonał międzynarodowy zespół astronomów za pomocą teleskopu w Obserwatorium La Silla w Chile.